# Dark Lady (album)
Dark Lady è l'undicesimo studio album della cantante ed attrice statunitense Cher, pubblicato nell'agosto 1974 dall'etichetta discografica MCA.

## Descrizione
Dall'album sono stati tratti 4 singoli, messi in commercio nello stesso anno: nell'ordine, Dark Lady, Train of Thought, I Saw a Man and He Danced with His Wife e Rescue Me.
Seguendo il successo di Half-Breed, per il suo ultimo disco sotto la MCA, sceglie ancora Snuff Garrett e Al Capps.

## Tracce
Lato A
1. Train of Thought – 2:35 (Alan O'Day)
2. I Saw a Man and He Danced with His Wife – 3:14 (Johnny Durrill)
3. Make the Man Love Me – 3:19 (Cynthia Weil)
4. Just What I've Been Lookin' for – 2:40 (Alan O'Dell)
5. Dark Lady – 3:26 (Johnny Durrill)

Lato B
1. Miss Subway of 1952 – 2:17 (Cain)
2. Dixie Girl – 3:24 (Johnny Durrill)
3. Rescue Me – 2:24 (Raynard Miner, Carl Smith)
4. What'll I Do – 2:30 (Berlin)
5. Apples Don't Fall Far from the Tree – 3:22 (Stone)